# Kawasaki Ki-45
Chiếc Kawasaki Ki-45, thường hay được quân đội Nhật gọi bằng Toryu (tiếng Nhật: 屠龍 (đồ long) nghĩa là chém rồng ), là một máy bay tiêm kích hai động cơ, hai chỗ ngồi, được Lục quân Đế quốc Nhật Bản sử dụng trong Thế Chiến II. Lục quân gọi nó là "Máy bay Tiêm kích hai chỗ ngồi Kiểu 2"; trong khi tên mã của Đồng Minh là Nick.

## Thiết kế và phát triển
Phản ứng lại việc xuất hiện nhanh chóng của các kiểu máy bay tiêm kích hạng nặng hai động cơ tại châu Âu như chiếc Messerschmitt Bf 110, Lục quân Đế quốc Nhật Bản đã yêu cầu phát triển một kiểu máy bay tiêm kích hai chỗ ngồi, hai động cơ vào năm 1937, và chấp nhận đề xuất của hãng Đóng tàu Kawasaki dưới tên hiệu Ki-38. Đề án này chỉ thực hiện một mô hình, nhưng vào tháng 12 cùng năm, Lục quân yêu cầu thực hiện một chiếc nguyên mẫu hoạt động được ký hiệu Ki-45, bay lần đầu tiên vào tháng 1 năm 1939. Tuy nhiên, kết quả từ những thử nghiệm không đáp ứng những mong mỏi của Lục quân, động cơ Ha-20 Otsu không đủ mạnh và dễ hỏng hóc, trong khi khung máy bay bị chòng chành.
Ki-45 không được đưa vào hoạt động, nhưng phía Lục quân nhấn mạnh đến nhu cầu cần có kiểu máy bay tiêm kích hai động cơ, đã yêu cầu Kawasaki tiếp tục việc phát triển. Kawasaki đã đáp ứng bằng cách thay thế động cơ bằng kiểu Nakajima Ha-25 đã được sử dụng tin cậy hơn. Việc bay thử nghiệm tỏ ra có triển vọng.
Tháng 10 năm 1940, Lục quân yêu cầu thêm các cải tiến khác như chuyển sang sử dụng động cơ Mitsubishi Ha-102 1.080 mã lực (805 kW), dùng cánh của kiểu máy bay ném bom hạng nhẹ Ki-48. Chiếc máy bay này, được đặt tên là Ki-45 Kai, hoàn tất vào tháng 9 năm 1941 và được chính thức đưa vào hoạt động trong Lục quân vào tháng 2 năm 1942 dưới tên gọi "Máy bay Tiêm kích hai chỗ ngồi Kiểu 2".
Kiểu sản xuất hằng loạt đầu tiên (Ko) được trang bị hai súng máy 12,7 mm trước mũi, một pháo 20 mm dưới bụng và một súng máy di động 7,92 mm ở buồng lái sau. Sau đó kiểu Otsu được nâng cấp thay pháo 20 mm bằng loại pháo 37 mm thường trang bị cho xe tăng để chống lại những máy bay ném bom B-17. Trong khi sức công phá khá hủy diệt, việc phải nạp đạn bằng tay khiến cho tốc độ bắn chỉ đạt được hai phát mỗi phút. Kiểu tiếp theo (Hei) quay trở lại trang bị pháo 20 mm, và lần này đặt một khẩu pháo tự động 37 mm trước mũi. Các bổ sung sau này là một cặp pháo 20 mm bắn chéo đặt phía sau buồng lái thay cho những khẩu 20 mm bên dưới.

## Lịch sử hoạt động

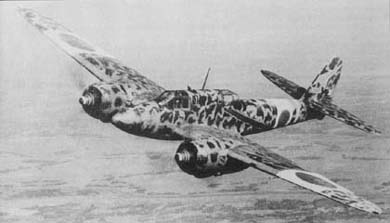
Ki-45

Chiếc Ki-45 ban đầu được sử dụng như là máy bay tiêm kích hộ tống ném bom tầm xa. Phi đoàn Độc lập 84 sử dụng nó vào tháng 6 năm 1942 để tấn công Guilin, nơi nó đối đầu, nhưng không sánh được, những chiếc P-40 Tomahawk do Đội Phi Hổ (Flying Tigers) sử dụng. Đến tháng 9 cùng năm, nó lại chạm trán với P-40 bên trên bầu trời Hà Nội với kết quả tương tự. Rõ ràng là chiếc Ki-45 không thể tự vệ được trong không chiến trước những chiếc máy bay tiêm kích một động cơ.
Sau đó nó được bố trí tại nhiều mặt trận khác nhau trong vai trò tiêm kích đánh chặn, tấn công mặt đất và tàu thuyền, bảo vệ hạm đội. Thế mạnh nhất của nó là máy bay tiêm kích đánh chặn chống máy bay ném bom. Tại New Guinea, Không lực Lục quân dùng chiếc máy bay này để chống tàu thuyền, vì chiếc Ki-45 được trang bị vũ khí nặng gồm một pháo 37 mm và hai pháo 20 mm cũng như có thể mang hai bom 250 kg (550 lb) trên những đế dưới cánh. Có tổng cộng 1.675 chiếc Ki-45 thuộc mọi phiên bản được sản xuất trong chiến tranh.
Không lâu sau khi được đưa vào hoạt động, Ki-45 được giao nhiệm vụ phòng thủ chính quốc, và nhiều chiếc đã được tung ra chống lại Trận không kích Doolittle, nhưng không có vụ chạm trán nào xảy ra. Trang bị vũ khí rất mạnh của kiểu máy bay này tỏ ra hiệu quả để chống lại các cuộc không kích của máy bay ném bom B-29 vốn được bắt đầu từ tháng 6 năm 1944. Tuy nhiên, tính năng bay của nó không đủ để đối phó những chiếc B-29 vốn hoạt động ở độ cao 10.000 m. Các cải tiến như giảm lượng nhiên liệu và đạn dược mang theo để nhằm cải thiện tính năng bay chỉ mang lại rất ít kết quả, nên cuối cùng chiếc máy bay được dùng trong kiểu tấn công đâm thẳng mang tính tự sát. Năm 1945, các khẩu súng bắn ra phía trước và hướng lên trên tỏ ra có kết quả khi chống lại các đợt ném bom ban đêm, nhưng không được trang bị radar là một thiếu sót. Đến đầu năm 1945, khi phía Mỹ đưa ra các máy bay tiêm kích xuất phát từ tàu sân bay và những chiếc P-51 xuất phát từ Iwo Jima để hộ tống cho những chiếc B-29 bên trên bầu trời Nhật Bản, vai trò của chiếc Ki-45 đi vào kết thúc.
Phiên bản tiếp theo, Kawasaki Ki-45 KAIc, được phát triển đặc biệt cho chiến đấu ban đêm, và được dự tính sẽ trang bị radar bước sóng centimeter trước mũi, nhưng do những khó khăn trong sản xuất nên không thể thực hiện được. Kiểu máy bay này được Lục quân Nhật trang bị cho bốn phi đoàn (sentai) từ giữa năm 1944 cho đến hết chiến tranh, tham gia vào việc phòng thủ chống ném bom ban đêm. Nó đạt được một số thành tích, và một phi đoàn đã ghi được 150 chiến công và bắn rơi được 8 chiếc B-29 Superfortress của Không lực Mỹ.
Trong vai trò tấn công mặt đất chiếc Ki-45 được dần dần thay thế, nhưng không hoàn toàn, bởi chiếc Kawasaki Ki-102, cho đến cuối cuộc chiến.
Sau Thế Chiến II, ba chiếc Ki-45 rơi vào tay của lực lượng Giải phóng quân Trung Quốc. Không như hầu hết những máy bay Nhật chiếm được khác chỉ dùng trong vai trò huấn luyện, ba chiếc Ki-45 được giao các nhiệm vụ chiến đấu, được đưa vào Phi đội 1 của Không đoàn Tác chiến vào tháng 3 năm 1949. Những chiếc Ki-45 này nghỉ hưu vào đầu những năm 1950.

## Các phiên bản
Ki-45Máy bay nguyên mẫu
KI-45 Kiểu 1kiểu hoạt động được cải tiến
Ki-45 KAIMáy bay nguyên mẫu
Ki-45 KAIMáy bay tiền sản xuất
Ki-45 KAIa ToryuMáy bay Tiêm kích hai chỗ ngồi Kiểu 2 của Lục quân (Mark A)
Ki-45 KAIbPhiên bản Mark B chống mục tiêu đất liền hay trên biển; gắn động cơ Mitsubishi Ha-102 1.050 mã lực (780 kW).
Ki-45 KAIcPhiên bản Mark C cải tiến từ Model B, máy bay tiêm kích bay đêm, trang bị một pháo Ho-203 37 mm dưới bụng, hai pháo Ho-5 20 mm trên lưng trước, và một súng máy Kiểu 89 7,92 mm bắn ra phía sau.
Ki-45 KAIdPhiên bản Mark D chống mục tiêu trên biển, trang bị vũ khí tương tự Mark C.
Ki-45 IIChiếc nguyên mẫu được hoàn tất như là phiên bản thử nghiệm cho kiểu Ki-96.

## Các nước sử dụng
Nhật Bản
- Không lực Lục quân Đế quốc Nhật Bản

 Trung Quốc
- Không quân Giải phóng quân Trung Quốc

## Đặc điểm kỹ thuật (Ki-45 Kai)

### Đặc tính chung
- Đội bay: 02 người
- Chiều dài: 11,00 m (36 ft 1 in)
- Sải cánh: 15,02 m (349 ft 4 in)
- Chiều cao: 3,70 m (12 ft 2 in)
- Diện tích bề mặt cánh: 32,0 m² (344 ft²)
- Áp lực cánh: 171,9 kg/m² (35,0 lb/ft²)
- Trọng lượng không tải: 4.000 kg (8.820 lb)
- Trọng lượng có tải: 5.500 kg (12.125 lb)
- Động cơ: 2 x động cơ Mitsubishi Ha-102 14-xy lanh bố trí hình tròn, công suất 975 mã lực (727 kW) mỗi động cơ

### Đặc tính bay
- Tốc độ lớn nhất: 540 km/h (336 mph)
- Tầm bay tối đa: 2.000 km (1.243 mi)
- Trần bay: 10.000 m (32.800 ft)
- Tốc độ lên cao: 11,7 m/s (2.300 ft/min)
- Tỉ lệ công suất/khối lượng: 0,26 kW/kg (0,16 hp/lb)

### Vũ khí
Súng máy:
- Ko: 1 x 20 mm, 2 x 12,7 mm, 2 x 7,92 mm
- Otsu: 1 x 37 mm, 2 x 12,7 mm, 1 x 7,92 mm
- Hei: 1 x 37 mm, 1 x 20 mm, 1 x 7,92 mm
- Tei: 1 x 37 mm, 2 x 20 mm
- Bo: 1 x 40 mm

## Nội dung liên quan

### Máy bay tương tự
- Fw 187
- Messerschmitt Bf 110
- Nakajima J1N
- I.Ae. 24 Calquin
- Westland Whirlwind

### Trình tự thiết kế
Ki-43 - Ki-44 - Ki-45 - Ki-46 - Ki-48

### Danh sách liên quan
- Danh sách máy bay chiến đấu
- Danh sách máy bay quân sự Nhật Bản
- Danh sách máy bay trong Chiến tranh Thế giới II
- Danh sách máy bay tiêm kích